# Roncofreddo
Roncofreddo est une commune italienne de la province de Forlì-Cesena, dans la région Émilie-Romagne.

## Administration
| Période                                  | Période | Identité | Étiquette | Qualité |
| ---------------------------------------- | ------- | -------- | --------- | ------- |
|                                          |         |          |           |         |
| Les données manquantes sont à compléter. |         |          |           |         |

### Hameaux
Ardiano, Cento, Ciola Araldi, Diolaguardia, Felloniche, Gualdo, Monteaguzzo, Montecodruzzo, Montedelleforche, Monteleone, Musano, Oriola, Santa Paola, Sorrivoli, Villa Venti

### Communes limitrophes
Borghi, Césène, Longiano, Mercato Saraceno, Montiano, Sogliano al Rubicone

## Population

### Évolution de la population en janvier de chaque année
| 1861  | 1901  | 1921  | 1951  | 1961  | 1971  | 1981  | 1991  | 2001  |
| ----- | ----- | ----- | ----- | ----- | ----- | ----- | ----- | ----- |
| 4 066 | 4 785 | 5 210 | 5 567 | 3 762 | 2 498 | 2 463 | 2 493 | 2 819 |

| 2011  | - | - | - | - | - | - | - | - |
| ----- | - | - | - | - | - | - | - | - |
| 3 371 | - | - | - | - | - | - | - | - |

### Ethnies et minorités étrangères
Selon les données de l’Institut national de statistique (ISTAT) au 1er janvier 2011, la population étrangère résidente était de 338 personnes.
Les nationalités majoritairement représentatives étaient :
| Pos. | Pays     | Population |
| ---- | -------- | ---------- |
| 1    | Bulgarie | 111        |
| 2    | Roumanie | 43         |
| 3    | Albanie  | 38         |
| 4    | Maroc    | 35         |